# Военна история на Австралия

## Отбрана през 1980-те и 1990-те години
До началото на 1970-те австралийската военна стратегия се концентрира върху концепцията за „Предна отбрана“. Австралийските военни и военноморски сили сътрудничат със Съюзните войски, за да противодействат на заплахи в региона на Австралия. Поради приемането на Гуамската доктрина от САЩ през 1969 г., както и британското оттегляне „на изток от Суец“ в началото на 1970-те, Австралия приема отбранителна политика, в центъра на която е разчитането на собствените сили, както и отбраната на австралийския континент. Това е т.нар. „Политика за отбрана на Австралия“, където планирането е насочено към северните морски територии (т.нар. „пропаст между въздуха и морето“), които могат да станат обект на атака.
В крак с тази цел Австралийските отбранителни сили са преструктурирани, за да се увеличат способностите им за нанасяне на удар от базите срещу вражески елементи, както и да противодействат на набези в континенталната част на Австралия. Това е постигнато, като се увеличава капацитетът на Кралския австралийски флот и Кралските военновъздушни сили, както и като се дислоцират редовни военни части в Северна Австралия. В тази времева рамка АОС нямат военни части с оперативно предназначение извън Австралия. През 1987 г. АОС изпълняват първите си оперативни задачи в операция „Морис Денс“, където няколко бойни кораба и стрелкова рота са изпратени във водите край Фиджи. Причината е извършването на военен преврат вътре в островната държава. Войската има голям успех, като мисията показва необходимостта АОС да повиши капацитета си за бързо реагиране на непредвидени обстоятелства.
В този период Австралия продължава да поддържа войска в Малайзия съгласно Договорите за отбрана на петте сили (ДОПС) от 1971 г. Според тях Малайзия трябва да бъде защитена в случай на външна атака, като за това отначало се грижат въздушни, сухопътни и военноморски сили. Тези сили обаче са постепенно намалени, като сухопътният батальон е изтеглен от Сингапур през 1973 г., а 2-те бойни ескадри „Мираж“ – през 1988 г. По-късно са назначени подразделение морски патрулни съдове „Орион“, известно количество помощен персонал, както и пехотна рота, известна като стрелкова рота „Бътъруърт“, както и спорадични подразделения на Ф/А-18 „Хорнет“, представляващ боен летателен апарат.